# Colonia Benito Juárez, Guanajuato
Colonia Benito Juárez är en ort i Mexiko.   Den ligger i kommunen San Luis de la Paz och delstaten Guanajuato, i den centrala delen av landet, 250 km nordväst om huvudstaden Mexico City. Colonia Benito Juárez ligger 2 077 meter över havet och antalet invånare är 299.
Terrängen runt Colonia Benito Juárez är varierad. Runt Colonia Benito Juárez är det ganska tätbefolkat, med 52 invånare per kvadratkilometer. Närmaste större samhälle är San Luis de la Paz, 2,0 km nordväst om Colonia Benito Juárez. Trakten runt Colonia Benito Juárez består i huvudsak av gräsmarker.